# Tiberius Iulius Lupus
Tiberius Iulius Lupus (* im 1. Jahrhundert; † 73) war ein römischer Ritter, der unter dem Kaiser Vespasian, zu Zeiten des sich dem Ende neigenden Jüdischen Kriegs, die Statthalterschaft in der kaiserlichen Provinz Ägypten ausübte.
Nach dem Fall Masadas war es einer größeren militanten jüdischen Sekte, sogenannter Sikarier, gelungen, sich nach Alexandria abzusetzen. Durch deren fortgesetztes Wirken gegen die römische Obrigkeit kam es zu gewalttätigen Unruhen in der Bevölkerung. Der praefectus aegypti, Tiberius Iulius Lupus, erhielt von Vespasian den Auftrag, einen weiteren Aufstand mit allen Mitteln zu unterdrücken.
Nachdem er eine von zu treffenden Maßnahmen, die Schließung des jüdischen Tempels des Onias in Leontopolis, vollzogen hatte, verstarb er im Jahr 73 im Amt. Die Zerstörung des Tempels erfolgte erst unter seinem Nachfolger Paulinus.